# جميل العموري
جميل محمود العموري (1 يناير 1996 - 10 حزيران/يونيو 2021)، كان قائدًا عسكريًا وقياديًا بارزًا في سرايا القدس الجناح العسكري لحركة الجهاد الإسلامي في فلسطين ويعد المؤسس الأول لكتيبة جنين التابعة لسرايا القدس في الضفة الغربية. حيثُ لعب دورًا كبيرًا في عددٍ من العمليّات التي طالت جيش الاحتلال الإسرائيلي خلال عام 2021 حتى صارَ ضمن قائمة أكثر المطلوبين لدى تل أبيب. اغتيلَ بتاريخ 10 يونيو 2021 على يدِ قوة صهيونية خاصة بعد نصب كمين لمركبة كان يستقلها العموري ورفيق دربه الأسير وسام أبو زيد .

## الحياة المُبكّرة
وُلد جميل العموري في مخيم جنين شمال الضفة الغربية المحتلة، عام 1996م، وعرف بالتزامه في المساجد منذ صغره، وكان لا يُرى إلا مبتسماً مرحاً، يسعد من حوله من أهل بيته وأصدقائه. تلقى تعليمه الابتدائي والإعدادي في مدارس المخيم، ولظروف عائلته المادية اضطر للالتحاق بالعمل كونه المعيل الوحيد لأسرته ليساعد والده فعمل كسائق على مركبة خاصة، وسعى من خلال عمله لتوفير ثمن سلاحه لمقارعة الصهاينة.
كان العموري شخصيّةً اجتماعيّةً ومحبوبة في المُخيّم، وعُرِف منذ صِغَرِه بشخصيتهِ القياديّة. انتمى لحركة الجهاد الإسلاميّ التي نعته بعد استشهاده كأحد كوادرها العسكريّة في المخيم، وقد كان أبرز "المطلوبين" للاحتلال في المُخيّم لتنفيذه عدّة عمليات إطلاق نارٍ استهدفت حاجزي الجلمة ودوتان في محيط جنين، خلال معركة "سيف القدس". وقد لقّبه شباب المخيّم بـ"مُجدِّد الاشتباك" لدوره في تحفيزهم على تنفيذ عمليات إطلاق النّار.
عُرف العموري بالتزامه وتواضعه وإخلاصه في عمله، وتمتع بشخصية اجتماعية محبوبة كما تمتع بروح مرحة وقلب طيب، وعرف منذ صغره بشخصيته القيادية.

## المسيرة المهنيّة

### البداية
تأثر العموري بعمه الأسير شادي العموري المحكوم بالسجن المؤبد والمعتقل منذ 20 عاماً، فمنذ ريعان شبابه انتمى لحركة الجهاد الإسلامي، وصار عنصرًا فاعلاً في فعالياتها، وقبل انضمامه لسرايا القدس الجناح العسكري للحركة لم يتخلف عن مواجهة أو مسيرة.
نفذ العموري أول مهامه العسكرية في شهر يناير عام 2020م، حيث أطلق النار تجاه جنود الاحتلال خلال هدمهم للمرة الثانية منزل الأسير أحمد القنبع في مدينة جنين، واستمر بتنفيذ العديد من عمليات إطلاق النار على الحواجز والتصدي لاقتحامات الاحتلال لمخيم جنين.

### معركة سيف القدس
يقول أحد مُقاتلي الكتيبة: "لم يغب جميل يوماً عن المسيرات المساندة لمعركة سيف القدس. كان يقود هتاف "بلّغ بلّغ الشاباك جاي جاي الاشتباك"، ثمّ يخرج بعد المسيرة ويُنفّذ هتافاته بإطلاق النّار على الحواجز".

### تأسيس كتيبة جنين
ساهم العموري بشكلٍ فعّالٍ في تشكيل خلايا عسكريّة نشطة داخل المُخيّم، وهي الخلايا التي ستكون فيما بعد نواةً لـ"كتيبة جنين" التابعة لسرايا القدس. ويبدو أنّ اغتياله ومطاردته كانت مدفوعةً أيضاً بمحاولة محاصرتها. فبعد نحو عامٍ على أولى عملياته العسكريّة التي جعلته مطارداً من الاحتلال، بات أقرانه والمقربون منه يطالبونه بتنظيمهم في عملٍ جماعيّ، فشكّل خلال "سيف القدس" خليّةً مُكوّنةً من أربعة مقاتلين، ثم توسعت لثمانية مقاتلين، حتى صارت اليوم ما يعرف باسم "كتيبة جنين".
من هنا بدأ التشكل الفعليّ للكتيبة التي شقّ دربها العموري، وغادر دون أن يراها تكبر وتتوسع، ويتصاعد فعلها، وقد اتخذت من العموري أباً روحيّاً لها، ولم تعد تُذكر الكتيبة دون ذكر العموري، ولا تُرفع رايتها خاليةً من اسمه أو صورته.
يقول أحد مقاتلي الكتيبة: "جميل كان سيقود مرحلة جديدة من المقاومة.. هو استشهد ونحن اليوم نكمل الدرب بعده"، ويُضيف: "الاحتلال خاف من جميل كونه تمكّن من تشكيل حالة جديدة في مخيم جنين تتخطى تقسيمات الفصائل، إذ لم يلتحق به أبناء الجهاد الإسلاميّ فقط، وإنما شبان من فتح ومن الفصائل الأخرى أيضاً"، يقصد أنّهم تأثروا به.

### المطاردة الإسرائيلية
أصبح العموري من أبرز المطلوبين للاحتلال وذلك بسبب تنفيذه عدة عمليات إطلاق نار استهدفت حاجزي الجلمة ودوتان في محيط جنين.

## الاغتيال
بعد عدة محاولات اغتيال واعتقال فاشلة، وبتاريخ 10 يونيو 2021م تمكنت قوة صهيونية خاصة من نصب كمين لمركبة كان يستقلها العموري ورفيق دربه الأسير وسام أبو زيد، ولاحقتهما من معبر الجلمة وحتى شارع الناصرة في مخيم جنين، حيث خاضا اشتباكاً مسلحاً معها،حتى أصيب بعدة رصاصات في أجزاء متعددة من جسده، صعدت على إثرها روحه إلى بارئها، وأصابت رفيقه أبو زيد، كما استشهد خلال الاشتباك اثنين من عناصر أجهزة السلطة الفلسطينية وهما: أدهم ياسر عليوي من نابلس، وتيسير محمود عيسة من جنين.
أطلق شباب مخيم جنين على جميل العموري بعد استشهاده "مجدد الاشتباك"، لدوره في تحفيزهم على تنفيذ عمليات إطلاق النار تجاه الجنود الصهاينة.